# Cynodontium robustum
Cynodontium robustum là một loài Rêu trong họ Dicranaceae. Loài này được (Seq.) Kindb. mô tả khoa học đầu tiên năm 1897.